# Nadškofija Videm
Nadškofija Videm (latinsko Archidioecesis Utinensis) je ena izmed nadškofij Rimskokatoliške cerkve v Italiji in najpomembnejša v Furlaniji, katere sedež je v Vidmu. Vanjo sodijo župnije v Slovenski Benečiji oz. Beneški Sloveniji, od 1933 pa tudi Kanalska dolina (natančneje župnije dekanije Trbiž, ki so bile poprej del koroške Krške škofije ter župnija Bela peč, ki ji je bila priključena z ozemlja Ljubljanske škofije). Ozemeljsko se je skoraj popolnoma prekrivala z ozemljem nekdanje Videmske pokrajine, ki je bila ukinjena leta 2016.

## Zgodovina
Nadškofija v Vidmu je bila ustanovljena leta 1752 za beneško ozemlje Oglejskega patriarhata po njegovi ukinitvi, medtem ko je bila za avstrijski del ustanovljena Nadškofija Gorica. V Vidmu so imeli oglejski patriarhi sedež sicer že od leta 1238, zato je prvi nadškof in metropolit postal kar dotedanji oglejski patriarh Daniele Delfino. Leta 1818 je bila nadškofija Videm degradirana na raven navadne škofije, 1847 pa je bila ponovno povzdignjena v nadškofijo, vendar brez sufraganov, kar pomeni, da je bila podrejena neposredno Svetemu sedežu. Fašisti so po prihodu na oblast v slovenskih župnijah prepovedale kakršnokoli bogoslužje in pridiganje v slovenskem jeziku. Po 2. svetovni vojni so ju slovenski duhovniki lahko obnovili le v nekaj župnijah, v večini slovenskih župnij pa so župniki italijanski duhovniki, ki ne znajo slovenščine.

## Organizacija
Nadškofija zajema površino 4.726 km², na kateri se nahaja 373 župnij. Je del istoimenske metropolije.